# Union (Misuri)
Union es una ciudad ubicada en el condado de Franklin en el estado estadounidense de Misuri. En el Censo de 2010 tenía una población de 10204 habitantes y una densidad poblacional de 429,97 personas por km².

## Geografía
Union se encuentra ubicada en las coordenadas 38°26′23″N 90°59′35″O / 38.43972, -90.99306. Según la Oficina del Censo de los Estados Unidos, Union tiene una superficie total de 23.73 km², de la cual 23.73 km² corresponden a tierra firme y (0%) 0 km² es agua.

## Demografía
Según el censo de 2010, había 10204 personas residiendo en Union. La densidad de población era de 429,97 hab./km². De los 10204 habitantes, Union estaba compuesto por el 95.72% blancos, el 1.08% eran afroamericanos, el 0.56% eran amerindios, el 0.42% eran asiáticos, el 0.03% eran isleños del Pacífico, el 0.55% eran de otras razas y el 1.65% pertenecían a dos o más razas. Del total de la población el 1.43% eran hispanos o latinos de cualquier raza.